# Estació d'Almacelles
Almacelles és una estació ferroviària d'Adif ubicada a la localitat segrianenca d'Almacelles. L'estació roman clausurada des de principis dels anys 90 i cap servei hi efectua parada.
Des d'institucions locals com la Diputació de Lleida o el consistori de la mateixa vila s'ha demanat de manera reiterada que es reobri l'estació perquè hi parin els trens de la línia regional R43 (Saragossa-Lleida). Almacelles té en l'actualitat 6.295 habitants, més que diversos pobles on l'esmentada línia sí que hi para.
El Pla de Transports de Viatgers 2008-2012 de la Generalitat de Catalunya contempla que Almacelles seria capçalera d'una línia de rodalies que la uniria amb Cervera.